# Ami (nome giapponese)
Ami  è un nome proprio di persona giapponese femminile.

## Origine e diffusione
Come la gran parte dei nomi giapponesi, anche Ami può essere ottenuto dall'unione di diversi kanji; una possibile combinazione è di 亜 (a, "secondo" oppure "Asia") con 美 (mi, "bello"); questo secondo elemento è presente anche in altri nomi, quali Emi, Akemi, Aimi, Satomi, Tamiko, Mika e Misao.

## Onomastico
Il nome è adespota, non essendo portato da alcuna santa, quindi l'onomastico si festeggia il 1º novembre, per Ognissanti.

## Persone
- Ami Kondo, judoka giapponese

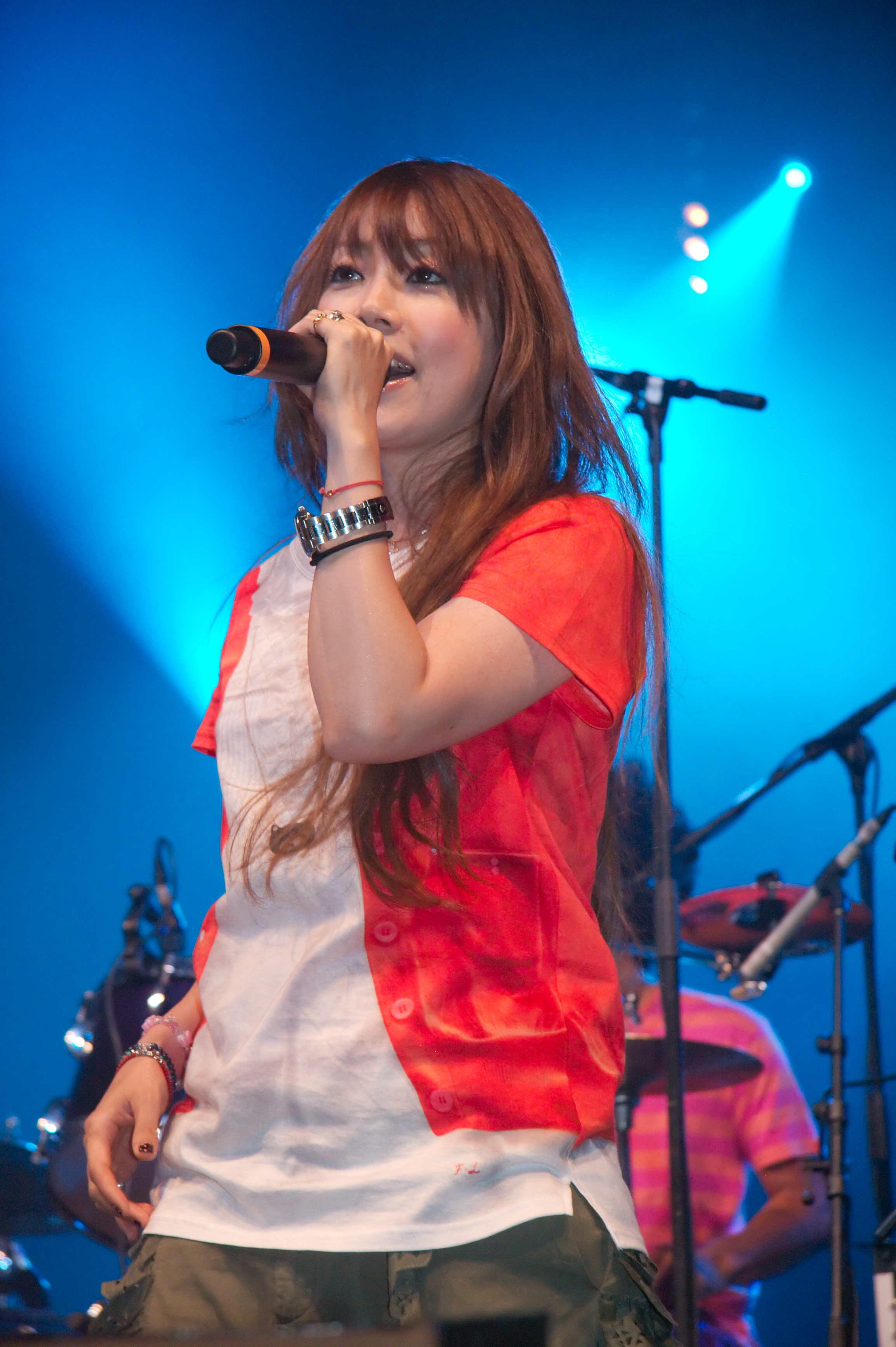
Ami Ōnuki

- Ami Koshimizu, doppiatrice e cantante giapponese
- Ami Ōnuki, cantante giapponese
- Ami Suzuki, cantante, disc jockey e musicista giapponese
- Ami Tokito, cantante, modella e attrice giapponese

## Il nome nelle arti
- Ami Mizuno è un personaggio della serie manga e anime Sailor Moon.